# Università di Ratisbona
L'Università di Ratisbona (in lingua tedesca Universität Regensburg) è un'università tedesca situata a Ratisbona, in Baviera. Nell'anno accademico 2019/20 contava circa 21160 studenti.

## Generalità
L'Università di Ratisbona conta 11 facoltà, 199 cattedre e un ampio spettro di percorsi di studio. Negli anni sessanta, progettata inizialmente quale istituto superiore, si è ad oggi sviluppata in un ben noto centro tedesco di ricerca e insegnamento universitario. Par la sua collocazione geografica nel sud-est della Germania, l'Università di Ratisbona si colloca come "ponte" tra Est e Ovest; espressioni di questa consapevolezza sono istituzioni come l'Europaeum e l'Istituto Leibnitz per la ricerca dell'Europa Orientale e Sudorientale (IOS); il 1º gennaio 2017 l'IOS fu assorbito nel Leibniz-Gemeinschaft. Un ulteriore punto forte sta nella formazione all'insegnamento: circa un terzo degli studenti è immatricolato nel percorso di studio dell'insegnamento.  La funzione di "ponte" si vede bene come espressione anche nel sigillo dell'Università, che si basa sul ponte metallico sul Danubio di Ratisbona.
Come suo compito centrale l'Università di Ratisbona ha la responsabilità dell'esercizio della ricerca e dell'insegnamento, che comporta il tener conto sia della libertà scientifica che delle grandi questioni e problemi del nostro tempo. Un attuale obiettivo del compito formativo sta secondo il modello universitario nell'intervento delle competenze trasversali, tra le quali la comunicazione e la capacità di cooperare e il comportamento responsabile nella società.

## Facoltà e percorsi di studio
L'Università è suddivisa in undici Facoltà:
- Teologia cattolica
- Giurisprudenza
- Scienze economiche
- Medicina (con l'annessa Clinica universitaria di Ratisbona e altri ospedali nella città e nei dintorni)
- Filosofia, Storia dell'arte, Storia e Scienze sociali
- Scienze umane
- Linguistica, Letteratura e Studi culturali
- Matematica
- Fisica
- Biologia
- Chimica e Farmacia

Nella facoltà di Fisica e nel quadro delle opere della rete elitaria di Baviera fin dal semestre estivo del 2015, quale supplemento agli studi convenzionali per la laurea, in collegamento con l'Università di Erlangen, viene offerto agli aspiranti di tutte le Università, dopo il secondo semestre di specializzazione, un percorso di studi di ricerca in Fisica, che oltre ai gradi di baccelliere e Master, in circa sette anni conduce direttamente (e con particolare rapidità) al dottorato di ricerca.

## Storia

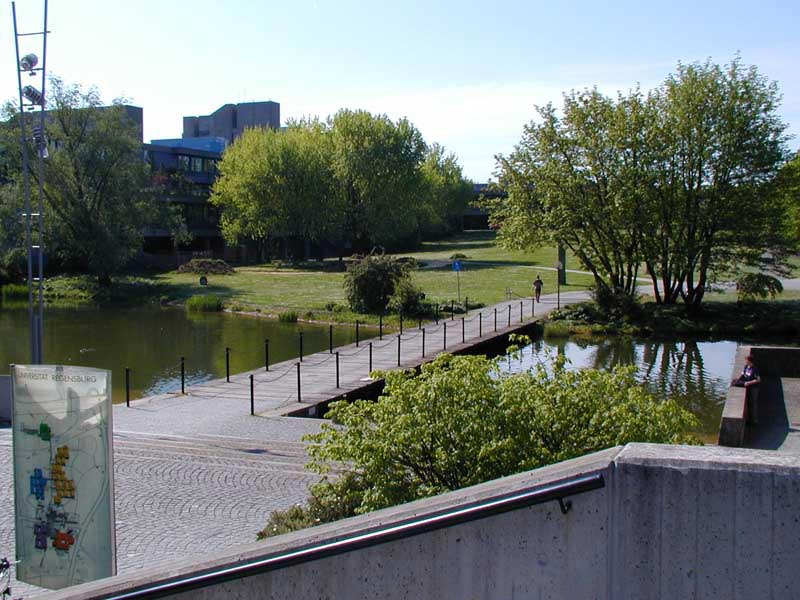
Università di Ratisbona – Campus

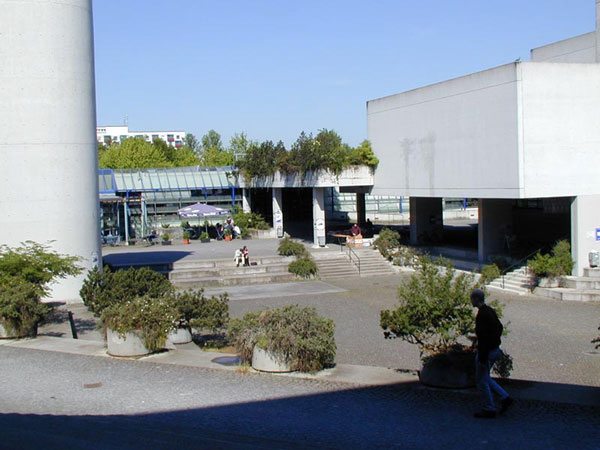
Università di Ratisbona – Mensa

L'Università fu fondata il 10 luglio 1962 per decisione del Landtag della Baviera: a Ratisbona doveva esserci un'Università completa di insegnamento e di ricerca. Come quarta università della Baviera, essa doveva soprattutto soddisfare a due requisiti: il decongestionamento delle esistenti scuole di specializzazione e lo sfruttamento delle "riserve di talenti" nella regione della Baviera orientale. Come primo rettore fu nominato Götz Freiherr von Pölnitz, che però nel 1965 dovette dimettersi a causa del suo passato coinvolgimento nel nazismo.
Negli anni successivi l'Università fu ampliata sempre di più, fino a quando, nell'estate del 1967, fu scelto come primo rettore il giurista Franz Mayer e il 6 novembre 1967 poté iniziare l'attività didattica.
All'inizio l'Università di Ratisbona contava 661 studenti e 35 professori con tre Facoltà: diritto, economia e filosofia, che potevano garantire l'intero corso di studi. L'Istituto superiore filosofico-teologico di Ratisbona, fondato nel 1923, già precedentemente liceo diocesano, divenne parte dell'Università di Ratisbona e costituì la base per l'istituzione della facoltà di teologia. Parimenti fu incorporato l'Istituto pedagogico di Ratisbona, fondato nel 1958 e prima appartenente all'Università Ludwig Maximilian di Monaco.
Con l'inizio dell'attività didattica venne alla luce per la città di Ratisbona un lungamente vagheggiato desiderio di realizzazione: già nel 1487 il duca di Baviera Alberto IV, insieme al Consiglio della città, aveva inviato una petizione a papa Innocenzo VIII, perorando la fondazione di un'università a Ratisbona. Nonostante che il papa fosse favorevole, il progetto fallì per motivi economici, però l'idea della creazione di un'università a Ratisbona rimase attuale anche nei secoli successivi.

## Proteste e occupazioni dal 2009 al 2010

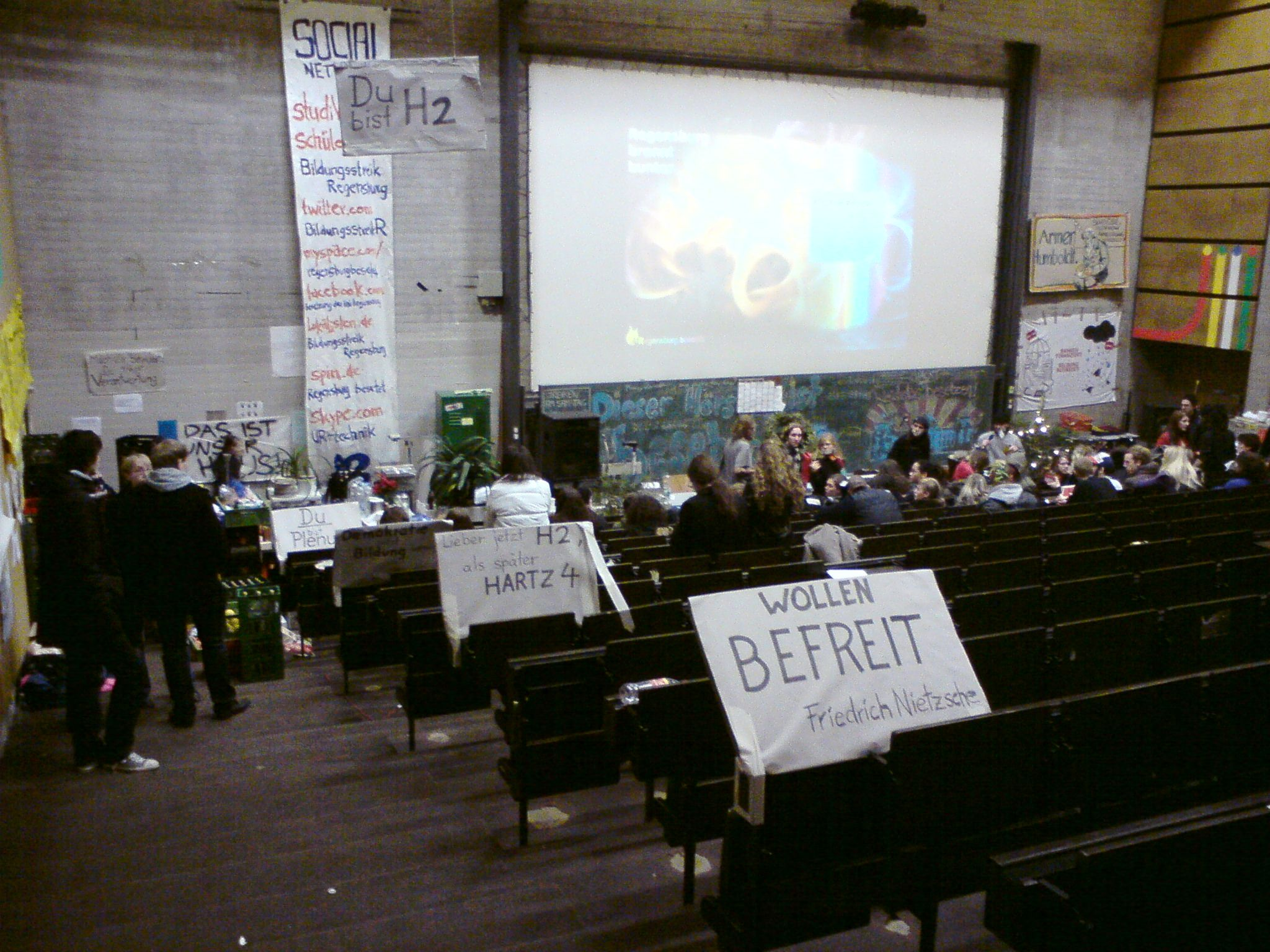
L'occupazione dell'uditorio H2 nel dicembre 2009

Il 17 novembre, nel quadro delle applicazioni pratiche "Bundesweiter Bildungsstreik 2009", l'uditorio 2 dell'Università fu occupato da 1700 studenti, con lo scopo di porre in evidenza il disagio sociale in molti percorsi di studio e nell'intero sistema educativo tedesco.
Dopo un ultimatum della Direzione dell'Università, gli studenti sgombrarono le sale occupate alla fine di dicembre, soprattutto a causa della chiusura dell'Università (drastico spegnimento del riscaldamento, fra l'altro) tra il 23 dicembre 2009 e la riapertura dopo il 6 gennaio 2010, quando il proseguimento dell'occupazione in ogni caso non avrebbe avuto più scopo.
Il 7 gennaio 2010 gli studenti occuparono nuovamente entrambe le sale spingendosi fino agli uffici dell'amministrazione, ove rimasero fino al 2 marzo 2010. Il Presidente del Senato accademico, il matematico Uwe Jannsen, aveva promesso di impegnarsi per l'abolizione dell'obbligo di presenza e per l'allungamento del periodo di studio.
Nel 2011, la sera del 16 novembre, 60 studenti occuparono nuovamente con sofà, materassini e sacchi a pelo gli uffici amministrativi, che liberarono l'indomani mattina.

## Architettura e risanamento

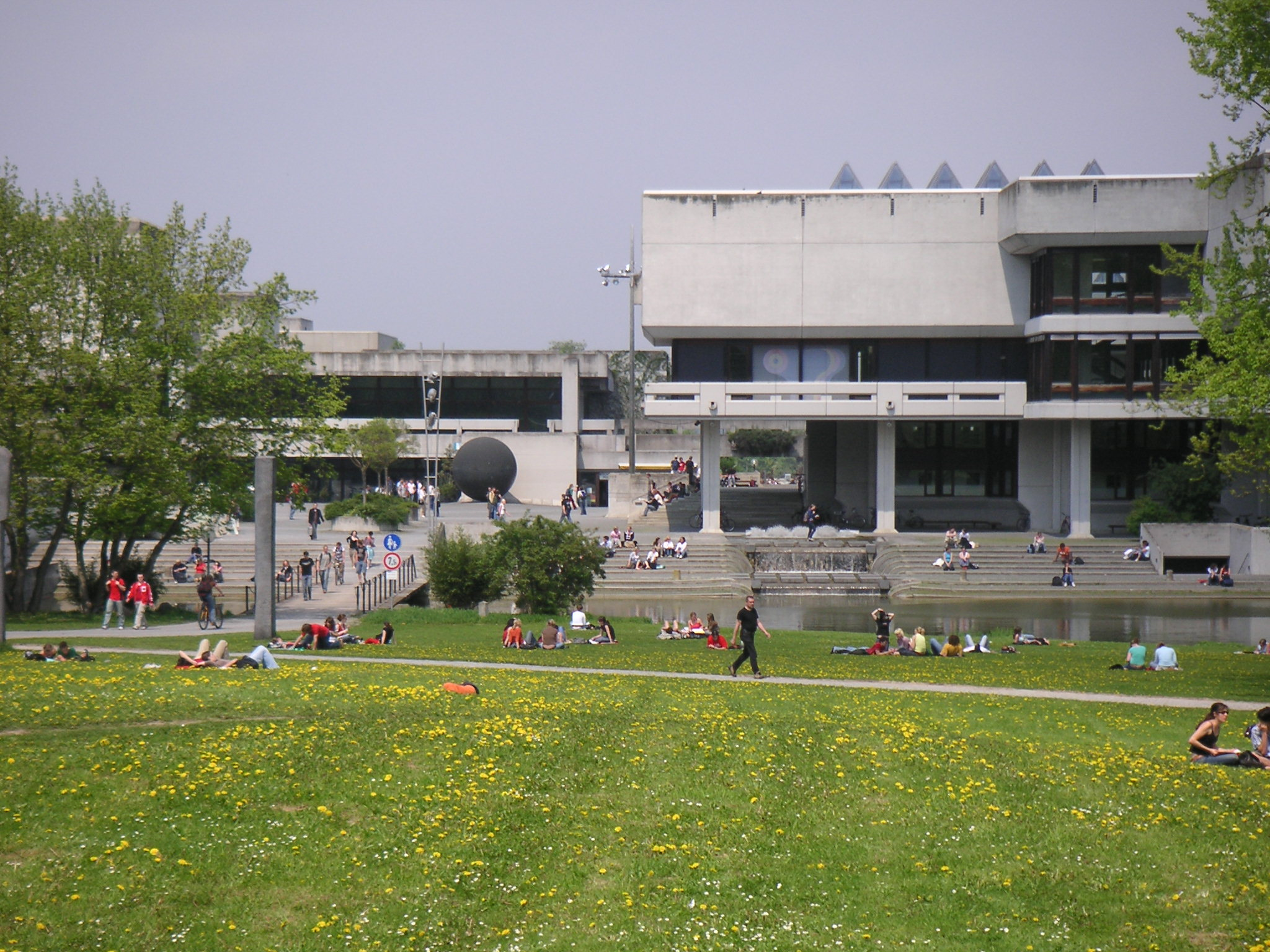
Campus dell'Università di Ratisbona

La costruzione dell'Università durò più di un decennio, dalla posa della prima pietra nel 1965 fino alla disponibilità dei primi edifici delle facoltà nel 1978. Sebbene l'uniformità del materiale utilizzato, il cemento a vista, e il metodo di costruzione del complesso edilizio a prima vista pare tutto di un pezzo, i progetti delle singole parti dell'edificio rimandano a una molteplicità di architetti, tra i quali Heinle, Wischer und Partner, Alexander von Branca e Kurt Ackermann.
Il materiale con cui fu costruita l'Università di Ratisbona ha patito molto, nel corso degli anni, l'influsso del tempo e dell'usura e sono venute alla luce gravi mancanze edilizie.
Nel 2008 il governo bavarese stanziò 400 milioni di Euro (ripartiti su un periodo di spesa di dieci anni) per il necessario e urgente risanamento dell'Università di Ratisbona e la costruzione nel contempo di importanti nuovi edifici. Per affrontare la continua crescita del numero degli studenti dell'Università, fu costruito tra il 2009 e il 2010 sul campus, a nord della facoltà di giurisprudenza, un nuovo edificio con uffici e aule, finanziato dal Land della Baviera con 12,9 milioni di Euro e dagli sponsor dell'Università con 3,0 milioni. Questi edifici, a quattro piani e in parte con recinzioni in legno alla Alvar Aalto, mostrano anche l'avanzamento architetturale dalla costruzione del primo edificio dell'Università.
All'edificio Vielberth, nel 2012, fu assegnato per la prima volta dalla Fondazione delle Università tedesche il Premio edilizio tedesco per Scuole superiori. Nel 2013 fu assegnato alla nuova fermata per autobus dell'Università il Premio per l'Architettura tedesca.
Negli anni dal 2010 al 2014 inoltre fu costruito un ulteriore complesso edilizio sostitutivo per le Scienze naturali. Nel giugno 2018 sono iniziati i lavori per la ristrutturazione del Forum e del parcheggio sotterraneo..

## Arte nel Campus
L'arte è presente nell'Università di Ratisbona dappertutto: nelle aule, nella via verso la mensa, come ai limiti del campus, inserita nella natura. Andando a zonzo per l'Università con gli occhi aperti, si possono scoprire opere di famosi artisti, tra i quali: Horst Antes, Wolfgang Bier, Hermann Kleinknecht, Fritz Koenig o Herbert Peters.

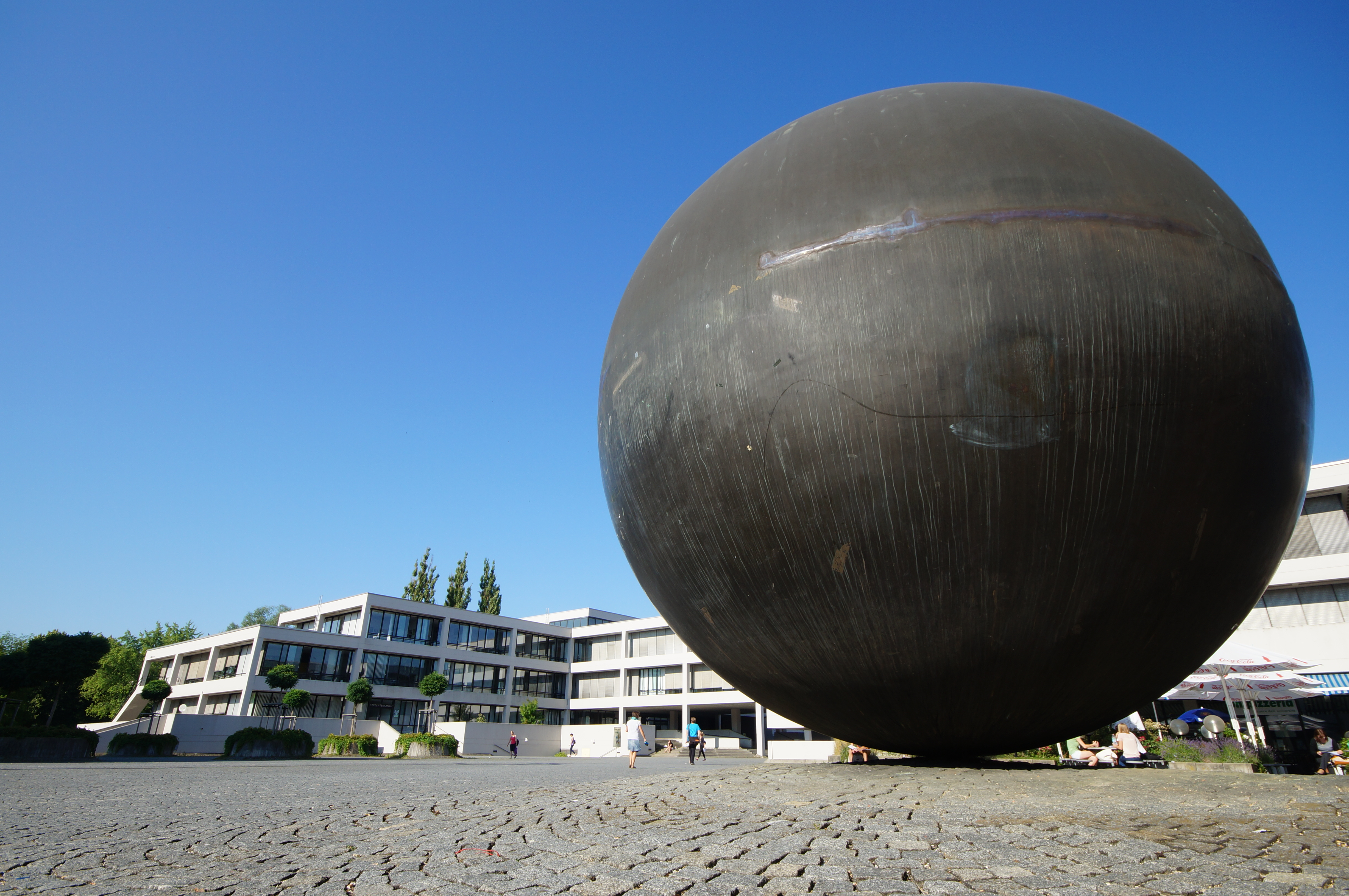
Angehaltene Bewegung, Hermann Kleinknecht, Tombak, 1976/77
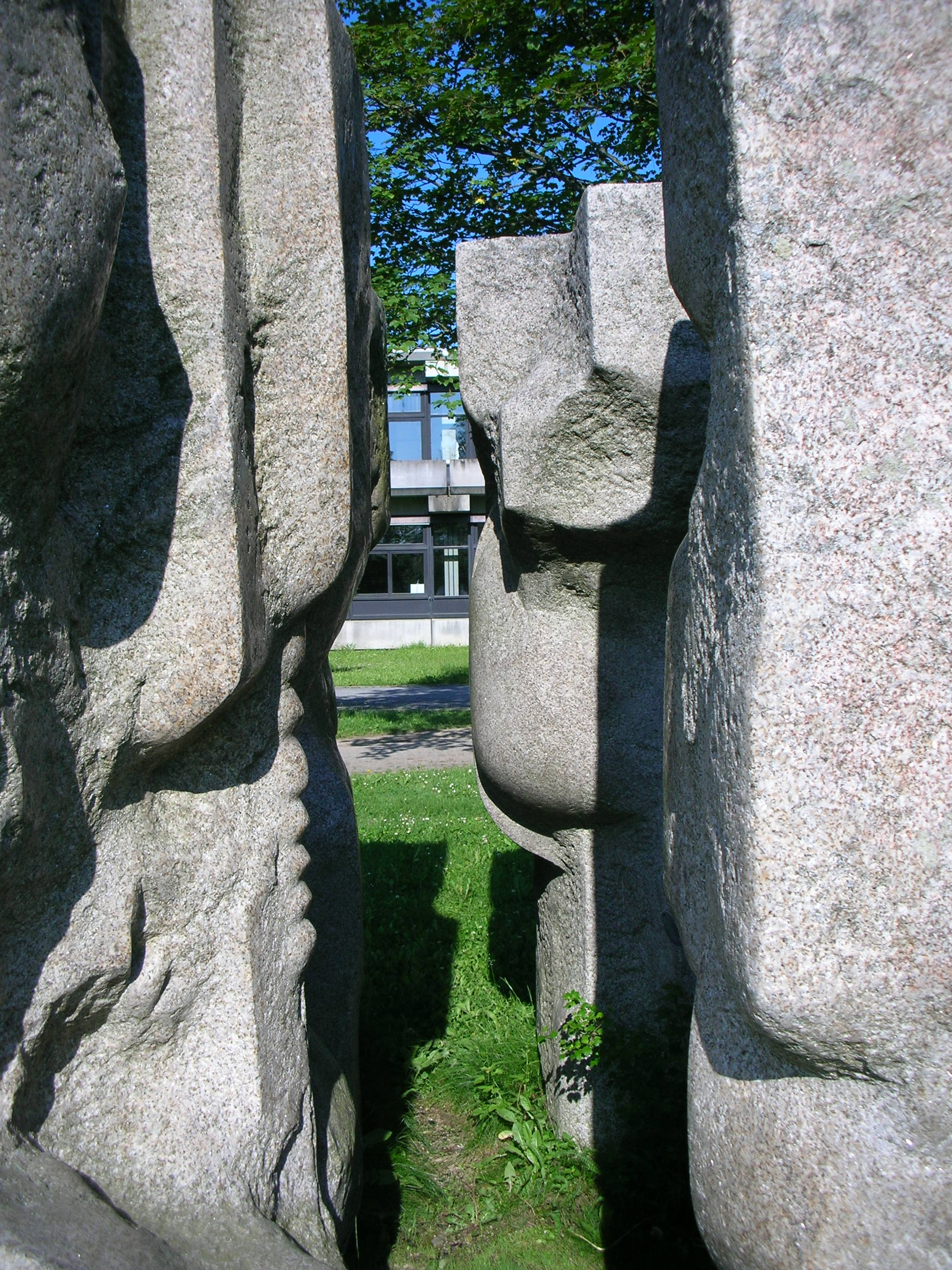
Begehbarer Würfel, Helmut Langhammer, granito, 1978
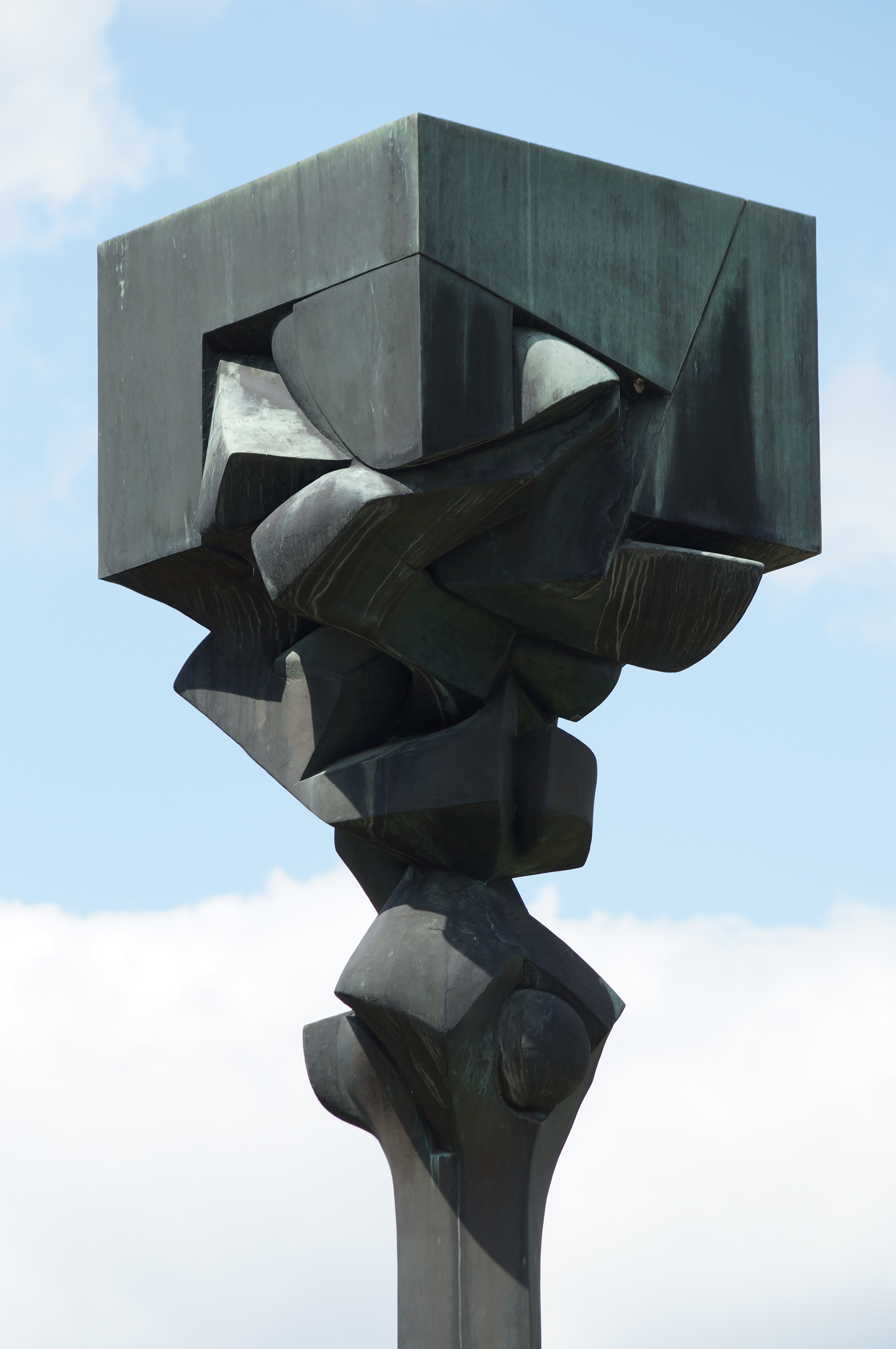
Karyatide R, Fritz Koenig, bronzo, 1968
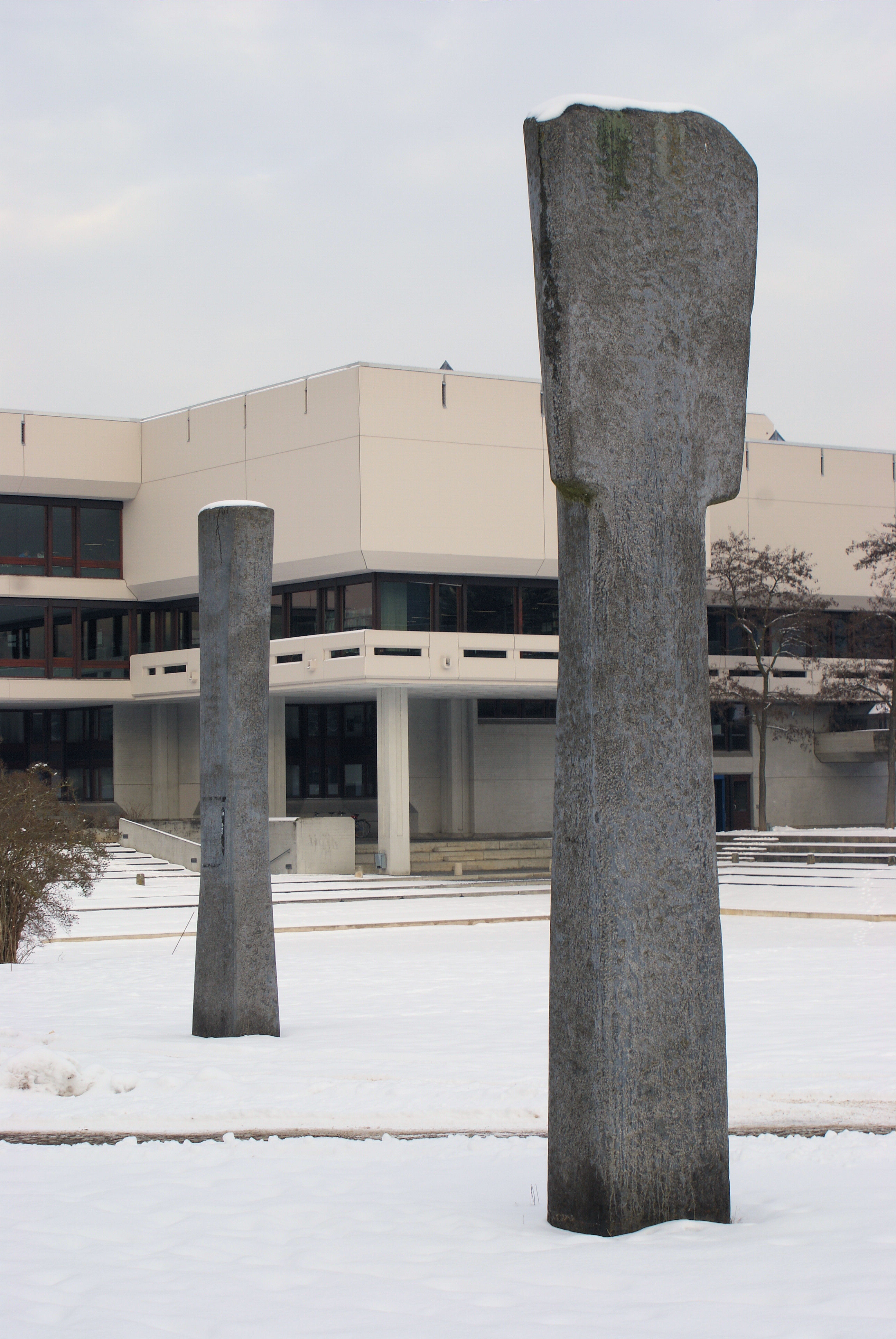
Menschliche Gestalten, Herbert Peters, granito, 1977
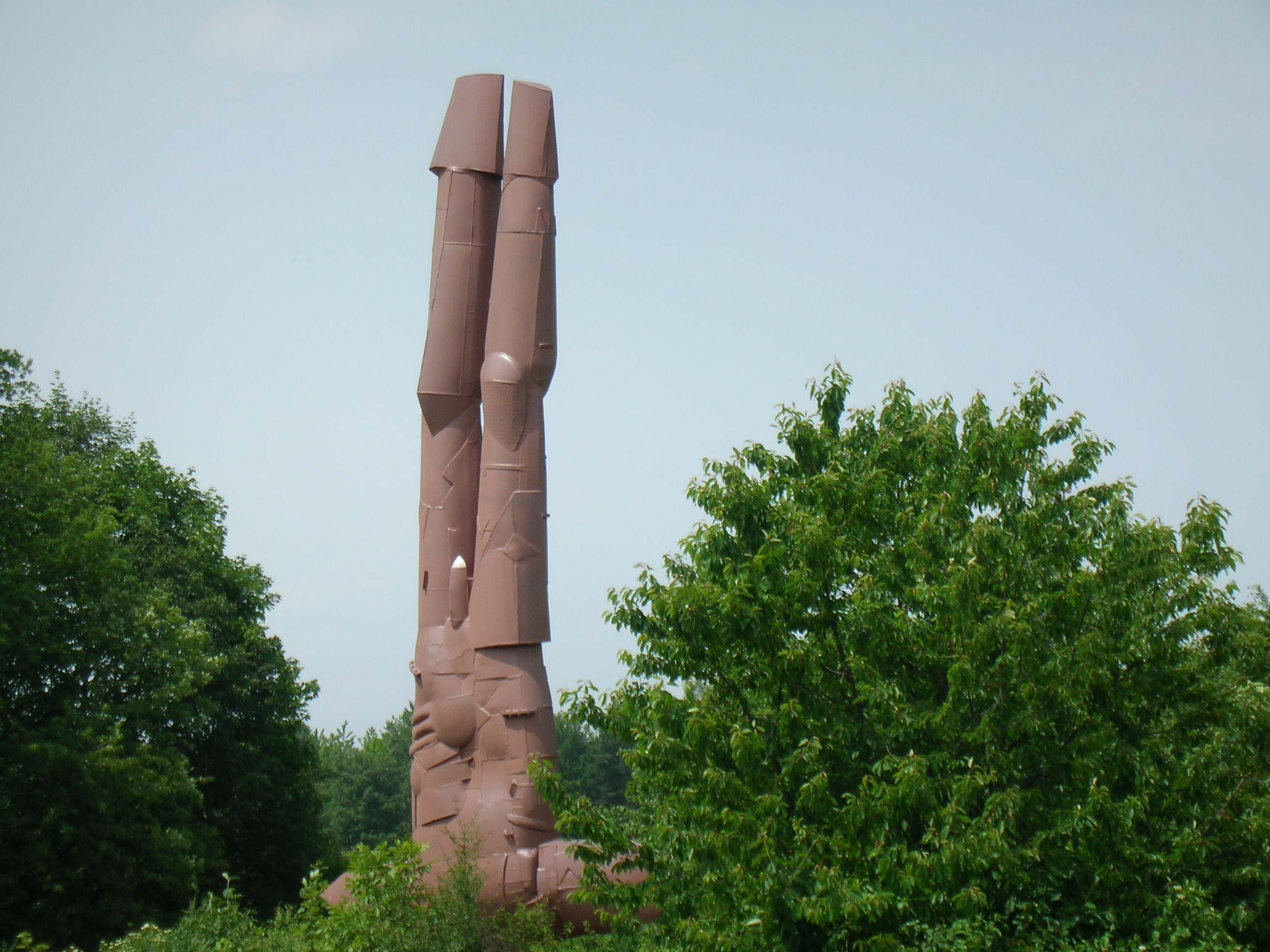
Stürzende Figur, Wolfgang Bier, rottami con zincatura a spruzzo, 1991

## Punti qualificanti nella ricerca
L'Università ha ottenuto riconoscimenti nazionali e internazionali nei campi degli studi culturali, nelle scienze economiche, nelle scienze dell'informazione e nelle nanotecnologie. Una documentazione della Società tedesca per la ricerca (DFG) ha fornito nel 2009 all'Università una posizione di primo piano nella ricerca (primo posto in Baviera, terzo in Germania).
Il 13 marzo 2019 il DFG ha conferito il premio Gottfried Wilhelm Leibniz a Rupert Huber, titolare della cattedra di Fisica sperimentale e applicata dell'Università di Regensburg.